# Любой ценой (фильм, 2012)
«Любой ценой» (англ. At Any Price) — американская драма 2012 года режиссёра Рамина Бахрани об отце, который мечтает, что его семейный бизнес послужит сближению с сыном. Но сын не желает приобщаться к семейному делу, а мечтает стать гонщиком. В главных ролях — Деннис Куэйд и Зак Эфрон. 
Картина была выбрана для показа на 69-м Международном Венецианском кинофестивале в 2012 году, ей прочили получение высшей награды — статуэтки «Золотого льва». Также фильм был включён в конкурсную программу Международного кинофестиваля в Теллуриде и Международного кинофестиваля в Торонто. Кинокомпания «Sony Pictures Classics» приобрела права на фильм, в ограниченный прокат в США он вышел 24 апреля 2013 года.

## Сюжет
Бывший школьный защитник Генри Уиппл (Деннис Куэйд) упорно трудился, чтобы поддерживать прибыльные хозяйства империи своего отца. Он всегда мечтал об общем семейном бизнесе вместе с любимым старшим сыном Грантом (Патрик В. Стивенс), но тот отказывается. Он оставляет ферму и отправляется своей дорогой в целях познать мир. Генри ничего не остаётся как возложить надежды на младшего сына Дина (Зак Эфрон), но тот скорее желает участвовать в автомобильных гонках, нежели заниматься обработкой почвы.
В это время другой фермер Джим Джонсон (Клэнси Браун) переманивает клиентов Генри на свою сторону, потому что тот не справляется один. Пока Генри пытается вернуть клиентов, Дин делает себе имя на местной гоночной трассе. Дин и вправду талантливый пилот, в своём деле его поддерживают мать Ирен (Ким Диккенс) и подружка Кэденс (Майка Монро), девушка из неблагополучной семьи. Когда мощный производитель генетически модифицированных семян получает чаевые, становится известно, что Генри принимал участие в очистке и перепродаже продукта, что влечёт интерес к исследованию его бизнеса и как возможного исхода — его закрытию. У Генри есть любовница Мередит (Хизер Грэм), которая начинает проявлять симпатию к Дину. Когда, казалось, семейная компания расширяет сферу исследований, Генри полагает, что худшее впереди, в особенности, когда трагическая случайность может в корне изменить ситуацию…

## В ролях
- Деннис Куэйд — Генри Уиппл
- Зак Эфрон — Дин Уиппл
- Ким Диккенс — Ирен Уиппл
- Хизер Грэм — Мередит Кроу
- Клэнси Браун — Джим Джонсон
- Патрик В. Стивенс — Грант Уиппл
- Дэн Уоллер — Ларри Браун
- Майка Монро — Кэденс Фарроу
- Челси Росс — Байрон

## Интересные факты
- Слоган фильма — «Насколько далеко ты пойдёшь, преследуя мечту?»
- Рамин Бахрани написал сценарий и поставил картину
- Съёмки проходили в штате Иллинойс, США
- Татуировка на правой руке Зака Эфрона на протяжении всего фильма была покрыта специальным макияжем, поскольку это не было прописано в образе героя. Однако, в сцене семейного ужина татуировку можно легко заметить[5]
- На премьере в Лос-Анджелесе, которая проходила в театре «Egyptian Theatre», Зак Эфрон не присутствовал[6]

## Критика и отзывы
Фильм получил в основном смешанные отзывы. На сайте «Rotten Tomatoes» 40 % положительных оценок. На сайте «Metacritic» — 60 голосов из 100.

## Саундтрек
- «I Remember You» — Ruby Dee and The Snakehandlers
- «Badly Bent» — J.P. Harris and the Tough Choices
- «Lions Of Least» — Pontiak
- «Two For the Road» — J.P. Harris and the Tough Choices
- «Hash» — RTX
- «Courtesy of Drag City» — Hightower
- «Still Got My Summer» — Louis Yoelin
- «Dearest Lady» — Ocha La Rocha
- «The Man I Am» — John Eddie
- «Butcher» — Wizard Smoke

## Мировой релиз
- Швейцария — 28 сентября 2012 года — в рамках Кинофестиваля в Цюрихе
- США — 16 марта 2013 года — в рамках Кинофестиваля «South by Southwest»
- Дания — 16 апреля 2013 года
- США — 19 апреля 2013 года — в рамках Кинофестиваля «Трайбека»
- США — 20 апреля 2013 года — в рамках Международного кинофестиваля «RiverRun»
- Филиппины — 1 мая 2013 года
- Кувейт — 23 мая 2013 года
- Сингапур — 23 мая 2013 года
- Израиль — 6 июня 2013 года
- Португалия — 18 июля 2013 года
- Китайская Республика — 8 августа 2013 года
- Турция — 16 августа 2013 года
- Швеция — 16 октября 2013 года — премьера на DVD

## Награды и номинации
- Венецианский кинофестиваль (2012 год) — номинация на «Золотого льва»